# Xylocopa cockerelli
Xylocopa cockerelli är en biart som beskrevs av Maa 1943. Xylocopa cockerelli ingår i släktet snickarbin, och familjen långtungebin. Inga underarter finns listade i Catalogue of Life.